# Sudatorium

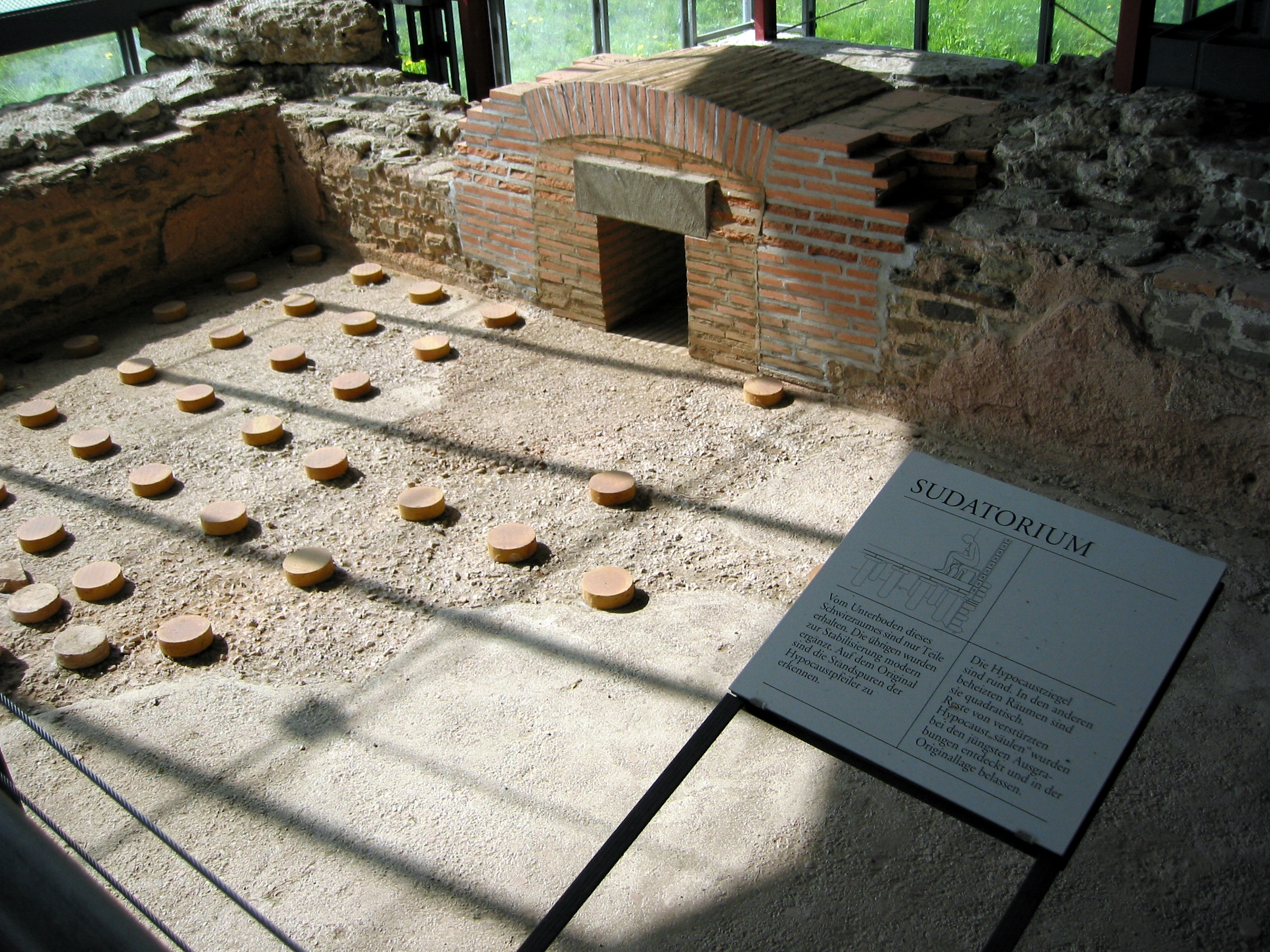
Sudatorio romano a Xanten (Germania).

Il sudatorium (dal latino sudare, “sudore”) era, nelle case romane, un piccolo locale dove la temperatura era molto alta e dove si andava a sudare, paragonabile all'attuale hammam (stanza umida). Nelle terme romane c'era un sudatorium ma anche un laconicum o laconium (stanza asciutta), paragonabile alla sauna dei nostri tempi.
La stanza era a volte sormontata da una cupola ad apertura circolare, chiusa da un disco di bronzo sospeso e tenuto da catene. Il bagnante regolava il calore avvicinando o allontanando il disco dall'apertura.